# Bednarka
Bednarka este o arie protejată (sit de importanță comunitară — SCI) din Polonia întinsă pe o suprafață de 1.270,49 ha, integral pe uscat.

## Localizare
Centrul sitului Bednarka este situat la coordonatele 49°38′57″N 21°19′58″E / 49.6493°N 21.3329°E.

## Înființare
Situl Bednarka a fost declarat sit de importanță comunitară în martie 2007 pentru a proteja 3 specii de animale.

## Biodiversitate
Situată în ecoregiunile alpină și continentală, aria protejată conține 6 habitate naturale: Fânețe de joasă altitudine (Alopecurus pratensis, Sanguisorba officinalis), Păduri de fag Luzulo-Fagetum, Păduri de fag Asperulo-Fagetum, Păduri de stejar și carpen Galio-Carpinetum, Păduri pe pante, grohotișuri și ravene de Tilio-Acerion, Păduri aluvionare cu Alnus glutinosa și Fraxinus excelsior (Alno-Padion, Alnion incanae, Salicion albae).
La baza desemnării sitului se află mai multe specii protejate:
- amfibieni (1): izvoraș-cu-burta-galbenă (Bombina variegata)
- mamifere (1): liliacul mic cu potcoavă (Rhinolophus hipposideros)
- nevertebrate (1): fluturele purpuriu (Lycaena dispar)

Pe lângă speciile protejate, pe teritoriul sitului au mai fost identificate 1 specie de plante.